# Fornovo San Giovanni
Fornovo San Giovanni es una localidad y comune italiana de la provincia de Bérgamo, región de Lombardía, con 3.214 habitantes.

## Evolución demográfica
| Gráfica de evolución demográfica de Fornovo San Giovanni entre 1861 y 2001 |
|                                                                            |
| Fuente ISTAT - elaboración gráfica de Wikipedia                            |